# Orăștie (Hunedoara)
Orăștie (en allemand Broos, Brosz, en hongrois Szászváros) est une ville située dans le județ de Hunedoara, Transylvanie, Roumanie.

## Historique
Jusqu'au XVIIe siècle, Orăștie, ville de la principauté de Transylvanie, fut privilégiée en tant que siège Saxon et se gouvernait selon sa propre charte.
Elle a été marquée par la révolution industrielle à partir du milieu du XVIIIe siècle, alors qu'elle était devenue possession Habsbourgeoise.
Comme toute la Roumanie, à laquelle elle est rattachée depuis le 1er décembre 1918, Orăștie a subi les régimes dictatoriaux carliste, fasciste et communiste de février 1938 à décembre 1989, mais connaît à nouveau la démocratie depuis 1990.

## Démographie
En 1977, la population d'Orăștie était de 17 861 habitants. Le dernier recensement de 2002 a évalué la population de la ville a 21 213 habitants.